# 余耀
余燿，字叔炫，福建興化府莆田縣人，明朝政治人物。
永樂十三年（1415年）乙未科進士。初授江西進賢縣知縣，秩滿考最，以母老乞歸。經少師楊士奇推薦，授吉安府通判，並掌泰和縣事，為官有剛正之聲譽。